# Dramadriehoek
De dramadriehoek of Karpman-driehoek is een model, een metafoor voor communicatie en samenwerking, bedacht door Stephen Karpman, leerling van Eric Berne en gepubliceerd in 1968. Hij won hiermee de Eric Berne Memorial Scientific Award.

## Theorie
Het model stamt uit de transactionele analyse (TA) en beschrijft gedrag waardoor communicatie en samenwerking sterk belemmerd worden: het drama. Door alle spelers wordt ontkend dat zij verborgen bedoelingen hebben, omdat zij zich daarvan niet bewust zijn. Toch bepalen die onbewuste bedoelingen hoe zij zich gedragen en het effect is onveranderlijk negatief. Terwijl zij denken goede bedoelingen te hebben, zijn de onbewuste bijbedoelingen negatief en belemmeren zij de communicatie. De dramadriehoek is een kwaadaardige cirkel: de eigen negativiteit roept negatieve reacties op.
In de dramadriehoek wordt ervan uitgegaan dat een mens tijdens transacties (menselijke interacties, een begrip uit de TA) één (of meer) van drie posities kan innemen: de aanklager, de redder of het slachtoffer. Hoe deze drie rollen zich met elkaar verhouden bepaalt het gedrag van de spelers.
De dramadriehoek is een methode om bijvoorbeeld discussies, meningsverschillen en ruzies te analyseren en kan gebruikt worden voor metacommunicatie: bespreken hoe het contact verloopt, wat onbewust gedaan wordt en hoe het contact verbeterd kan worden.
De dramadriehoek wordt toegepast in coaching en counseling, organisatieadvies, psychotherapie, relatietherapie en onderwijs en educatie.
| Aanklager | Redder | Slachtoffer |
| --- | --- | --- |
| - beschouwt anderen als minderwaardig - haalt anderen naar beneden - miskent de waarde van anderen - kritisch, agressief in taal en houding - vindt zichzelf streng en rechtvaardig - denkt anderen te verbeteren | - beschouwt anderen als minderwaardig - gedraagt zich superieur aan anderen - miskent het vermogen van anderen om zelf te handelen - afhankelijk makende hulp: helpt zonder gevraagd te zijn - geeft ongevraagd advies - niet passende oplossingen aandragen | - vindt zichzelf minderwaardig - zoekt een ander om het voor deze te doen - miskent de eigen mogelijkheden - houten been-gedrag: ik kan het niet, jij moet het doen - Ik kan er niet meer tegen; voelt zich hulpeloos - schreeuw om hulp - terneergeslagen |

## Rollen
De dramadriehoek bestaat uit een rollenspel, dat gespeeld wordt terwijl de acteurs zich er niet bewust van zijn dat ze acteren. Op het moment dat iemand aanklager speelt, gelooft de speler dat deze de ander terecht aanklaagt en is zich niet bewust van de werkelijke bedoeling. Kenmerkend voor het spel is dat de drie rollen aanklager, redder en slachtoffer gemengd en gewisseld worden. Het spel wordt vaak nog versterkt als er toeschouwers zijn: de spelers willen niet afgaan.
Elk van de rollen in de dramadriehoek is gebaseerd op ongelijkwaardigheid: een ieder vindt zich ofwel beter ofwel minder dan de ander. Daarnaast neemt niemand verantwoordelijkheid voor zijn of haar eigen gedrag, ieder wijst naar de ander. Alle drie rollen fixeren zich op de verantwoordelijkheid van de ander en leiden daarom de aandacht af van zichzelf. 
Belangrijk om te weten is dat dit gedrag altijd onbewust is. Met name wordt ontkend wat de eigen verantwoordelijkheid is, omdat het Spel juist in het leven is geroepen om de last van de verantwoordelijkheid voor eigen voelen, denken en handelen te ontkennen. Om deze reden kan het voor mensen die sterk dit gedrag vertonen, zodanig dat het ernstige gevolgen heeft, des te moeilijker worden te erkennen wat de eigen rol in werkelijkheid is.
Het spel, of liever de verzameling psychologische spelen die de dramadriehoek bepalen, is op deze manier een zwart gat en het gedrag is uiterst besmettelijk voor iedereen die ermee te maken heeft. Pestgedrag en gepest worden zijn een goed voorbeeld van de Dramadriehoek. Alle betrokkenen blijven zich vastklampen aan de schijnbaar geruststellende beloning van het spel, het schijnbare voordeel voor het ego: de winnaar zijn, of het slachtoffer zijn en dus veel aandacht krijgen. Of je maakt jezelf wijs dat je de wereld verbetert.
Dit betekent dat het erger dan zinloos is om naar de ander te kijken en dat de patiënt enkel zichzelf kan genezen. Terwijl de patiënt juist alle energie inzet om het spel te blijven spelen omdat deze onbewust, actief ontkent wat het verborgen gedrag is.
Dramadriehoek spelen betekent negatief gedrag. Een uitweg is daarom: kritisch zijn op eigen handelen en durven zien wat eigen gedrag betekent voor anderen of voor de situatie. Het meest confronterend is de ander(en) te vragen naar hoe het eigen gedrag ervaren wordt.
Op deze manier wordt het mogelijk te kiezen voor positieve gevolgen en een positieve benadering. Ook is een keuze mogelijk voor gelijkwaardigheid en om verantwoordelijkheid voor eigen emotie en daden te nemen.
De dramadriehoek richt zich op het negatieve, het antigif is dus richten op het positieve.
Gevangen in het drama is iemand gefixeerd op het half-lege glas, als anderen en zichzelf positief behandeld worden, kan genoten worden van het halfvolle glas.

## Gevolgen
De gevolgen van de dramadriehoek zijn onveranderlijk dramatisch, het gedrag bestaat uit (negatief) drama maken. Afhankelijk van hoe hard gespeeld wordt, zijn de gevolgen ernstiger. Het gedrag heeft invloed op de relatie tot anderen en ook op de relatie met zichzelf. Het meest zal de dramadriehoek als patroon, stereotiep gedrag, een rol spelen en zelfs beweegreden worden binnen partner-relaties omdat langduriger relaties meer kans bieden aan het spel om tot bloei te komen, om steeds destructiever te zijn. Dit omdat het spel onbewust gespeeld wordt en even onbewust steeds beter geleerd wordt. Dit is hoe schreeuwpartijen almaar blijven ontstaan en geen van beiden eraan kan ontsnappen.
Het gedrag kan levensbepalend worden tot aan persoonlijkheidsstoornis(sen) toe en mensen tot moord of zelfmoord brengen. Dit is mogelijk omdat betrokkene juist ervaart wat er negatief is aan het eigen gedrag en niet in staat is de kern van het probleem te erkennen: de eigen verantwoordelijkheid. De betrokkene is blind voor eigen verborgen bedoelingen en ontkent die.
Hoewel dit (onbewuste) gedrag in de dramadriehoek bijna altijd destructief is, lijkt het op korte termijn voldoening op te leveren. De voldoening bestaat uit zichzelf beter voorstellen dan men zich in feite voelt, zowel als beeld van zichzelf als beeld naar anderen.
Minderwaardigheidsgevoelens kunnen een belangrijke reden zijn om toevlucht te nemen tot de dramadriehoek, en ook reden zijn dat dit spel een vicieuze cirkel is waaruit geen ontsnappen mogelijk is; het spel ontkent de eigen verantwoordelijkheid en sluit die uit. Ondanks de schijn die opgehouden wordt, wakkert het gedrag minderwaardigheidsgevoel aan omdat het resultaat van de onbewuste bedoelingen onveranderlijk negatief is.